# Tarin Kowt (district)
Tarin Kowt (ook wel: Tarin Kot) is een district van Uruzgan in Afghanistan. In dit district ligt ook de hoofdplaats Tarin Kowt. 